# Darren Balmforth
Darren Balmforth, född den 16 oktober 1972 i Hobart i Australien, är en australisk roddare.
Han tog OS-silver i lättvikts-fyra utan styrman i samband med de olympiska roddtävlingarna 2000 i Sydney.